# Portret Heleny Modrzejewskiej (obraz Tadeusza Ajdukiewicza)
Portret Heleny Modrzejewskiej, znany też jako Portret p. Modrzejewskiej, Portret artystki dramatycznej Heleny Modrzejewskiej – obraz polskiego malarza Tadeusza Ajdukiewicza, pierwszy z trzech portretów jego autorstwa przedstawiających Helenę Modrzejewską. Zdaniem dr Agaty Wójcik, badaczki malarstwa XIX i przełomu XIX i XX wieku, jest to jeden z najbardziej znanych portretów w historii malarstwa polskiego XIX wieku.

## Okoliczności powstania
Pomysł namalowania portretu Heleny Modrzejewskiej, jednej z najbardziej znanych polskich aktorek przełomu XIX i XX wieku związany jest z balem w Sukiennicach, który odbył się 5 października 1879 roku. Bal był jednym z wydarzeń związanych z obchodami 50-lecia pracy literackiej Józefa Ignacego Kraszewskiego. 
Bal w Sukiennicach odbył się zaraz po spektaklu w Teatrze Miejskim, gdzie wystawiano sztukę Kraszewskiego Miód Kasztelański. Helena Modrzejewska grała w spektaklu jedną z głównych ról, był to jej pierwszy występ po przyjeździe do kraju z Ameryki. Po przedstawieniu Modrzejewska wzięła udział w balu, gdzie zrobiła wielkie wrażenie swoją piękną suknią i została też wybrana drugą królową balu (pierwszą została Zuzanna Czartoryska). 
Dochód z balu przeznaczony był na budowę pomnika Adama Mickiewicza w Krakowie. W trakcie wydarzenia dyskutowano również nad utworzeniem w Sukiennicach Muzeum Narodowego. Część artystów zadeklarowała przekazanie swoich obrazów tworzonej placówce, wśród nich był Tadeusz Ajdukiewicz, który postanowił namalować  portret Modrzejewskiej i podarować go planowanemu muzeum. 

## Tworzenie portretu
Z dużym prawdopodobieństwem można przypuszczać, że aktorka sama wybrała suknię, w której chciała zostać sportretowana i  sama wymyśliła pozę. Suknia związana była z rolą Julii, którą Modrzejewska szczególnie sobie ceniła. Poza stojąca, z książką w lewej ręce, pojawia się na serii zdjęć aktorki wykonanej w Krakowie w 1879 roku, a również związanej z rolą Julii.
Szkice do obrazu Ajdukiewicz przygotowywał w sali Sukiennic, a aktorka pozowała w przerwach między próbami  teatralnymi. Ze względu na wyjazd Modrzejewskiej do Lwowa, portret prawdopodobnie był malowany bez aktorki, na podstawie szkiców i jej fotografii. Obraz był kończony w Warszawie, podczas pobytu Ajdukiewicza w pałacu Krasińskich, być może wtedy również pozowała mu aktorka, która w tym czasie przebywała w stolicy.
Obraz został przekazany przez Ajdukiewicza do zbiorów Muzeum Narodowego w Krakowie w 1883 roku, w dniu jego otwarcia.

## Opis
Aktorka przedstawiona jest w białej atłasowej sukni dekorowanej złotymi aplikacjami. Suknia jest kostiumem scenicznym, Modrzejewska występowała w niej grając Julię oraz Barbarę Radziwiłłównę. Wykonana została dla aktorki w 1870 roku, do sztuki Romeo i Julia wystawianej w Teatrze Wielkim w Warszawie. Być może uszyta została według własnego projektu Modrzejewskiej. Był to jeden z nielicznych kostiumów zabranych przez aktorkę do Ameryki, wykorzystywany później przez nią podczas spektakli m.in. we Lwowie, Warszawie i Londynie.
Na obrazie Modrzejewska trzyma w lewej ręce otwartą książkę, prawą podtrzymuje suknię. Obok niej stoi pies. Z lewej strony aktorki stoi krzesło, na którym znajduje się bukiecik i wachlarz. Tło tworzą gobeliny. Przedmioty wokół aktorki przedstawione są w brązowo-oliwkowej tonacji, na ich tle wybija się jasna postać Modrzejewskiej.

## Opinie
Obraz został przychylnie przyjęty przez środowisko artystyczne. Podkreślano, że Ajdukiewiczowi udało się uchwycić rysy i osobowość aktorki, a pomysł wykonania obrazu „był jednym z najszczęśliwszych” (Juliusz Mien w artykule z 1879). Chwalono również kolorystykę obrazu i dopracowane szczegóły. Pochlebne oceny ukazały się również w artykułach publikowanych w „Biesiadzie Literackiej” i „Kurierze Warszawskim”. Pojawiły się również opinie przeciwne: „Przegląd Tygodniowy” uznał dzieło Ajdukiewicza za niezdarne, a proporcje postaci za nieprawidłowe; Henryk Struve z kolei uważał, że obraz jest poprawny pod względem technicznym, nie oddaje jednak wielkiej osobowości Modrzejewskiej.
Według opinii Henryka Sienkiewicza, który dobrze znał aktorkę, jest to portret przedstawiający „prawdziwą” Helenę, dobrze oddający jej osobowość.